# Майотта
Майо́тта (фр. Mayotte, комор. Maore) — заморский регион (фр. région d’outre-mer) и одновременно заморский департамент (département d’outre-mer, или DOM) Франции (с 31 марта 2011 года). Регион с 1976 года является спорной территорией между Францией и Коморами, согласно конституции которых Майотта имеет статус автономного острова. Генеральная Ассамблея ООН признаёт права государства Союз Коморских Островов на остров Майотта (Маоре).
Регион расположен в Мозамбикском проливе, в западной части Индийского океана, между северным Мозамбиком и северным Мадагаскаром.
Состоит из главного острова, Майотта (Маоре), меньшего по размерам острова Паманзи и нескольких других крошечных островков. Географически относится к Коморским островам.
Площадь региона — 376 км², население — 320 901 человек (2024), плотность — 860 чел./км², ВВП (номинал) на душу населения — €10 500 (2023).
- Валюта — Евро (EUR, код 978).
- Часовой пояс — UTC+3.
- Телефонный код — 262.
- Интернет-домен — .yt
- Код ISO — YT

## География
Главный остров — Майотта (Маоре), геологически старейший в составе Коморских островов, протяженность — 39 км, ширина — 22 км, высочайшая точка — гора Бенара (фр. Mont Bénara, 660 м). Из-за вулканического происхождения в некоторых районах почвы достаточно плодородны. Коралловый риф, окружающий большую часть острова, обеспечивает его рыбой и защищает местные суда.
Город Дзаудзи (фр. Dzaoudzi), расположенный на Паманзи, был столицей Коморских Островов до 1968 года. Майотта является обособленным членом Комиссии Индийского Океана (англ. Indian Ocean Commission (COI)), отдельно от Коморских Островов.

## Климат
Майотта имеет морской тропический климат. Выделяют 2 сезона: влажный и тёплый — с ноября по апрель, и сухой прохладный — в остальные месяцы. Средняя температура воздуха колеблется от +24 °С до +27 °C, а в жару достигает отметки +36 °С. Среднегодовое количество осадков — от 1100 мм в центре до 3000 мм на склонах гор и прибрежной равнине. Относительная влажность воздуха — до 85 %.

## История
Около 1500 года арабы, обосновавшиеся на Коморских островах, основали султанат Маоре или Маути (впоследствии интерпретированное французами, как Майотта).
В 1503 на Майотту высадились португальские путешественники, однако так и не основали здесь колонию.
В 1832 острова завоёваны мадагаскарским королём Андрианцули; в 1833 завоеваны соседним султанатом Мвали; 19 ноября 1835 перешли под управление султаната Ндзувани, но в 1836, во главе с последним местным султаном, снова получили независимость. Андрианцули находясь перед постоянной угрозой вторжения со стороны султаната Анжуана, решает продать свои владения. В 1841 году Франция приобретает Майотту за ежегодную ренту в размере 1000 пиастров.
Майотта стала протекторатом Франции в 1843 году — значительно раньше, чем остальные Коморские острова (в 1886—1892 годах).
С 1909 года Коморские острова стали колонией Франции (с 1912 — в составе колонии Мадагаскар).
В 1946 году Коморские острова, отделённые от Мадагаскара, получили статус заморской территории Франции.
В 1961 году создана палата депутатов (местный парламент), правительственный совет (местное правительство), формировавшиеся из местных жителей. Образовались местные партии. На Майотте с 1962 года действовало Движение народа маоре, требовавшее для острова статуса заморского департамента Франции.
С 1968 года в ведении Франции остались только вопросы финансов, обороны, внешних отношений Коморских островов.
На референдуме по вопросу независимости Комор в декабре 1974 года большинство жителей архипелага высказалось положительно. Из них 96 % жителей островов Анжуан, Гранд-Комор и Мохели проголосовали «за» его отделение от Франции, а 64 % населения острова Майотта — «против». В ноябре 1975 года Коморы были приняты в ООН в составе четырёх островов как единое государство. Франция, признав независимость Коморских Островов, в одностороннем порядке закрепила за островом Майотта статус своей «территориальной единицы».
В 1976 после получения независимости Коморскими Островами, Франция наложила вето на резолюцию Совета Безопасности ООН о предоставлении независимости Майотте, мотивируя это результатами референдума на острове (обособляя его от всего архипелага в целом). Результаты референдума были отчасти связаны с опасениями жителей Майотты, особенно местных христиан, что остров станет частью исламского государства, провозглашение которого ожидалось на Коморских Островах (состоялось в октябре 1978). Позиция Комор основывалась на суммарных итогах референдума по всему архипелагу в целом. 6 декабря 1979 года Генеральная Ассамблея ООН признала права государства Коморских Островов на остров Майотта (Маоре).
29 марта 2009 жители острова Майотта на референдуме большинством голосов проголосовали за то, чтобы остров стал департаментом Франции. «За» высказались 95,2 % избирателей из 61 % жителей Майотты, принявших участие в голосовании.
Окончательно статус департамента Майотта получила 31 марта 2011 года и стала, таким образом, 101 департаментом Франции.
«Департаментализация» предусматривает сращивание социальной и налоговой систем, создание кадастра земель, пересмотр и коррекцию гражданского кодекса Майотты. По оценкам государственного секретаря по заморским территориям Ива Жего (Yves Jego), полная интеграция займёт 20—25 лет и обойдётся в 200 миллионов евро. Превращение в заморский департамент Франции повлечёт за собой кардинальные изменения в укладе жизни островитян. Им придётся отказаться от многожёнства, кроме того, будут существенно урезаны полномочия мусульманских судей, или «кади».
Представители властей Союза Коморских Островов настороженно отнеслись к референдуму на Майотте, который фактически лишает их возможности создать единое государство из всех Коморских островов. Они обвинили Францию в проведении колониальной политики.
Коморы сохраняют претензии на остров Майотта (Маоре), считая его неотъемлемой частью и одним из 4-х автономных островов государства Союз Коморских Островов.

## Политическое устройство
Майотта управляется префектом, назначаемым президентом Франции.
Имеется Генеральный совет (19 членов, избираются населением раз в 3 года).
Население Майотты избирает 1 сенатора Франции и 1 депутата Национального собрания Франции.
Политические партии:
- Федерация маорцев — 9 мест в Генеральном совете;
- Движение за статус департамента для Майотты — 6 мест;
- Обновлённая коммунистическая партия Майотты — 2 места;
- Народное Движение маорцев — 1 место;

В Генеральном совете также 1 независимый левый.
Непредставленные в Генеральном совете партии — Социалистическая партия (местное отделение ФСП), Альянс за демократию, Демократический Фронт, Союз за французскую демократию.

## Административное деление
Административно Майотта делится на 17 коммун:
| № на карте | Коммуны (русск.) | Коммуны (фр.)    | Код INSEE | Почтовый индекс | Население, чел. (2012) | Площадь, км² |
| ---------- | ---------------- | ---------------- | --------- | --------------- | ---------------------- | ------------ |
| 1          | Дзаудзи          | Dzaoudzi         | 97608     | 97610           | 14 311                 | 6,66         |
| 2          | Памандзи         | Pamandzi         | 97615     | 97610           | 9892                   | 4,29         |
| 3          | Мамудзу          | Mamoudzou Momoju | 97611     | 97600           | 57 281                 | 41,94        |
| 4          | Дембени          | Dembéni          | 97607     | 97660           | 10 923                 | 38,80        |
| 5          | Бандреле         | Bandrélé         | 97603     | 97620           | 7885                   | 36,46        |
| 6          | Кани-Кели        | Kani-Kéli        | 97609     | 97625           | 4920                   | 20,51        |
| 7          | Буэни            | Bouéni           | 97604     | 97620           | 6402                   | 14,06        |
| 8          | Широнги          | Chirongui        | 97606     | 97620           | 8047                   | 28,31        |
| 9          | Сада             | Sada             | 97616     | 97640           | 10 195                 | 11,16        |
| 10         | Уангани          | Ouangani         | 97614     | 97670           | 9834                   | 19,05        |
| 11         | Шикони           | Chiconi          | 97605     | 97670           | 7048                   | 8,29         |
| 12         | Цингони          | Tsingoni         | 97617     | 97680           | 10 454                 | 34,76        |
| 13         | Мцангамужи       | M’tsangamouji    | 97613     | 97650           | 6314                   | 21,84        |
| 14         | Акуа             | Acoua            | 97601     | 97630           | 4714                   | 12,62        |
| 15         | Мцамборо         | Mtsamboro        | 97612     | 97630           | 7805                   | 13,71        |
| 16         | Бандрабуа        | Bandraboua       | 97602     | 97650           | 10 132                 | 32,37        |
| 17         | Кунгу            | Koungou          | 97610     | 97600           | 26 488                 | 28,41        |
|            | Всего            |                  |           |                 | 212 645                | 374,24       |

## Население
Численность населения — 247 480 (2023).
Плотность населения — 657 чел./км²;
Годовой прирост — 3,2 % (8-е место в мире);
Рождаемость — 38,8 на 1000 (уровень фертильности — 5,4 рождений на женщину);
Смертность — 7,1 на 1000;
Средняя продолжительность жизни — 61 год у мужчин, 66 лет у женщин.
Этнический состав — коморцы или маоре (потомки арабов, смешавшихся с малагасийцами и другими африканцами).
Языки — коморский язык (маорский диалект) как ответвление суахили; буши. По данным международной организации франкоязычных стран (МОФ) на 2022 год 63 % населения владеет французским языком.
Религии — мусульмане 97 %, христиане (в основном католики) 3 %.

## Экономика
Денежная единица — евро.
В 2023 году номинальный внутренний валовой продукт (ВВП) Майотты составил 3,327 млрд евро. В том же году номинальный ВВП на душу население составил 10 500 евро. Экономика соседнего государства Коморские Острова, при населении в два с половиной раза больше чем на Майотте, по ВВП (номинал) на 199 % меньше экономики департамента Майотта. По состоянию на 2022 год расчетный ВВП на душу населения (номинал) на Майотте на 719 % больше, чем в соседнем государстве Коморские Острова.
Основная экономическая деятельность — в сфере сельского хозяйства и рыболовства. Майотта не обеспечивает себя продовольствием и импортирует его, как и промышленные товары, топливо и прочее. Экспорт весьма незначителен — в основном ароматизаторы (ваниль и иланг-иланг), копра, кокосы. Развитие туристического бизнеса затруднено из-за отдалённости острова. Бюджет Майотты поддерживается существенными финансовыми дотациями от Франции.

### Благосостояние
На Майотте минимальная заработная плата установлена чуть ниже чем в остальной Франции. Если с 1 января 2024 года минимальный размер оплаты труда во Франции в самой метрополии, Гваделупе, Французской Гвиане, Мартинике, Реюньоне, Сен-Бартелеми, Сен-Мартене, Сен-Пьере и Микелоне составляет 1766,92 евро (брутто) и 1398,69 евро (нетто) в месяц, то на Майотте минимальная почасовая брутто зарплата составляет всего лишь 8,8 евро, а минимальная месячная брутто зарплата составляет всего лишь 1334,67 евро, исходя из установленной законом и общей для Франции 35-часовой рабочей недели.
Экономически, ближайшие соседние по обоим берегам Мозамбикского пролива с Майоттой страны, Коморские Острова, Мадагаскар и Мозамбик являются одними из беднейших стран в мире. Среди островных государств Коморские Острова являются одними из самых бедных в мире. По ВВП на душу населения (номинал) — $1 294 (2-е самое низкое после Мадагаскара, 2022 год). По ВВП на душу населения (ППС) — $3 363 (7-е самое низкое после Мадагаскара, Кирибати, Соломоновых Островов, Вануату, Гаити и Папуа — Новой Гвинеи, 2022 год). Мадагаскар — одна из самых бедных стран мира. По ВВП на душу населения (номинал) — $523 (4-е самое низкое после Бурунди, Сьерра-Леоне и ЦАР, 2022 год). По ВВП на душу населения (ППС) — $1817 (10-е самое низкое в мире, 2022 год).. Мозамбик — одна из самых бедных стран мира. По ВВП на душу населения (номинал) — $581 (6-е самое низкое после Бурунди, Сьерра-Леоне, ЦАР, Мадагаскара и Малави, 2022 год). По ВВП на душу населения (ППС) — $1469 (4-е самое низкое после Южного Судана, Бурунди, ЦАР и ДРК, 2022 год).
Валовой внутренний продукт на душу населения по ППС в 2023 году на Майотте составлял только 28 % от среднего уровня по Евросоюзу, являясь самым бедным из департаментов Франции, но, из-за того что ВВП на душу населения на Майотте в десятки раз выше чем в соседних окружающих её государствах, в департамент очень высокая иммиграция с соседних Коморских Островов, иммигранты составляют 48 % населения Майотты.